# Louvilliers-lès-Perche
Louvilliers-lès-Perche est une commune française située dans le département d'Eure-et-Loir en région Centre-Val de Loire.

## Géographie

### Situation
Situé au nord-ouest du département d'Eure-et-Loir, la commune appartient à la région naturelle du Thymerais, une région du Perche, comme toute l'étendue des terres entre l'Avre et l'Eure. Celles-ci faisaient partie de la silva perlica, tel que l'on désignait le Perche originel au VIe siècle et qui désignait une vaste forêt située entre les peuples gaulois Carnutes et Aulerces.

Situation géographique
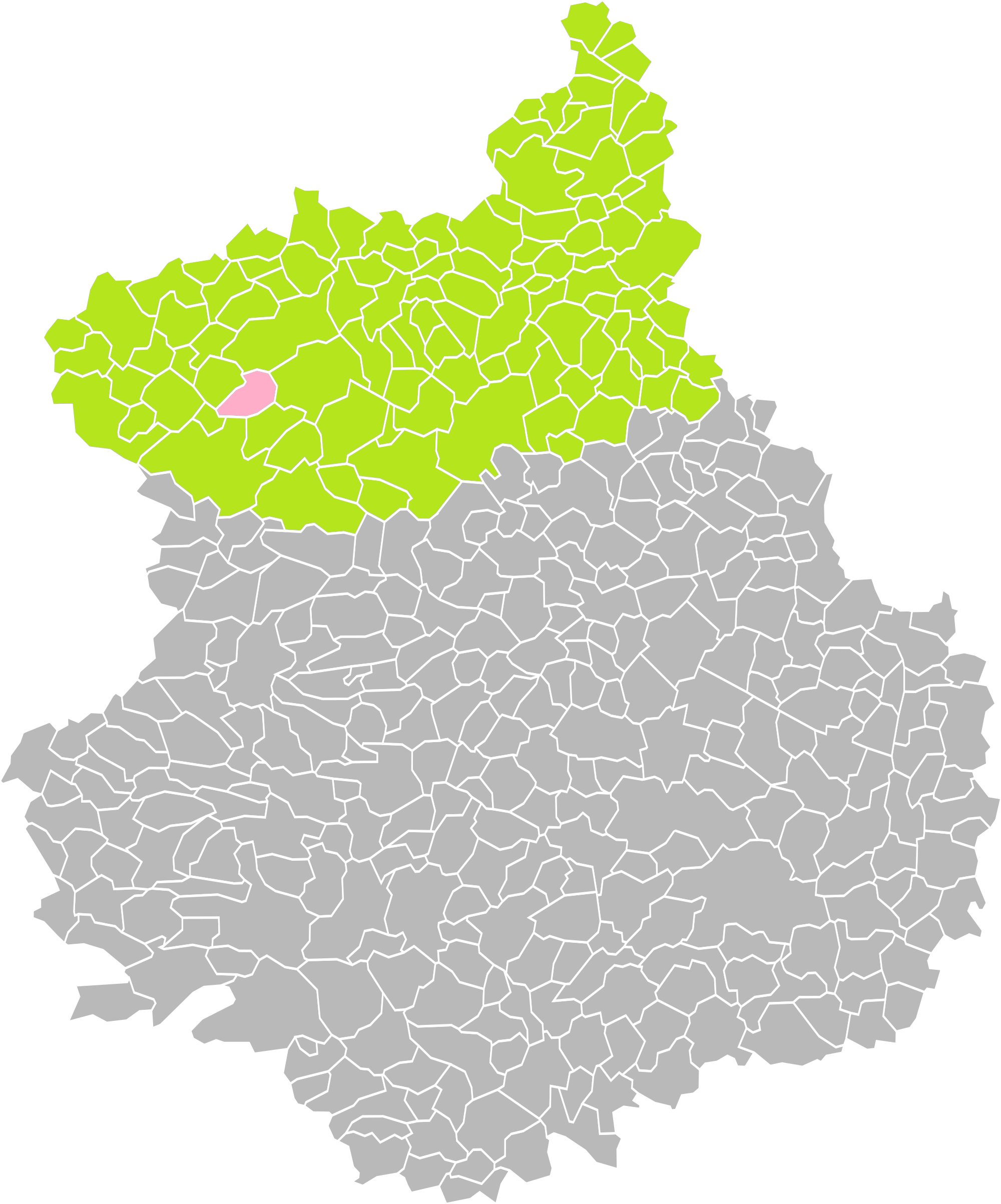
Louvilliers-lès-Perche dans son arrondissement.
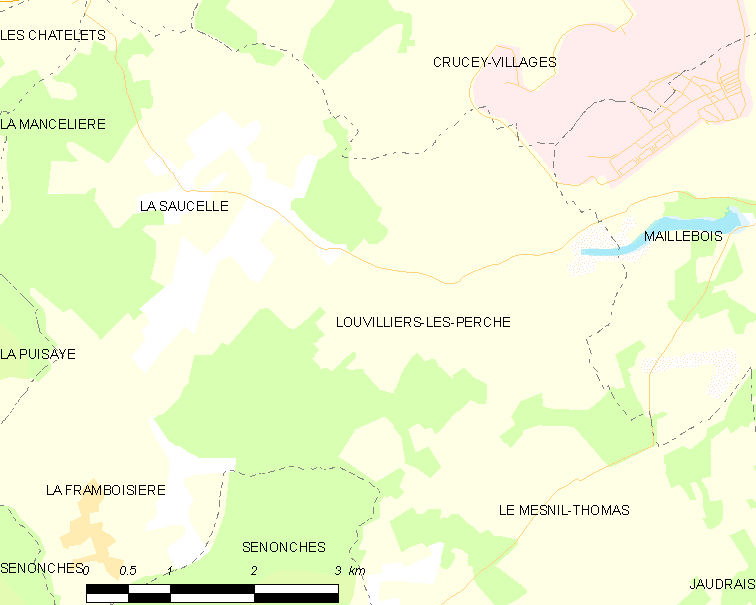
Carte de la commune de Louvilliers-lès-Perche.

### Communes limitrophes
| La Saucelle     | Crucey-Villages        |            |
| La Framboisière | Louvilliers-lès-Perche | Maillebois |
| Senonches       | Le Mesnil-Thomas       |            |

### Hydrographie
La commune est traversée par la rivière la Blaise, affluent en rive gauche de l'Eure, sous-affluent du fleuve la Seine.

### Climat
Pour des articles plus généraux, voir Climat du Centre-Val de Loire et Climat d'Eure-et-Loir.
En 2010, le climat de la commune est de type climat océanique dégradé des plaines du Centre et du Nord, selon une étude du CNRS s'appuyant sur une série de données couvrant la période 1971-2000. En 2020, Météo-France publie une typologie des climats de la France métropolitaine dans laquelle la commune est exposée à un climat océanique altéré et est dans la région climatique  Sud-ouest du bassin Parisien, caractérisée par une faible pluviométrie, notamment au printemps (120 à 150 mm) et un hiver froid (3,5 °C). 
Pour la période 1971-2000, la température annuelle moyenne est de 10,3 °C, avec une amplitude thermique annuelle de 14,4 °C. Le cumul annuel moyen de précipitations est de 647 mm, avec 11 jours de précipitations en janvier et 7,9 jours en juillet. Pour la période 1991-2020, la température moyenne annuelle observée sur la station météorologique de Météo-France la plus proche, sur la commune de Senonches à 8 km à vol d'oiseau, est de 10,7 °C et le cumul annuel moyen de précipitations est de 817,0 mm,. Pour l'avenir, les paramètres climatiques de la commune estimés pour 2050 selon différents scénarios d'émission de gaz à effet de serre sont consultables sur un site dédié publié par Météo-France en novembre 2022.

## Urbanisme

### Typologie
Au 1er janvier 2024, Louvilliers-lès-Perche est catégorisée commune rurale à habitat très dispersé, selon la nouvelle grille communale de densité à 7 niveaux définie par l'Insee en 2022.
Elle est située hors unité urbaine et hors attraction des villes,.

### Occupation des sols
L'occupation des sols de la commune, telle qu'elle ressort de la base de données européenne d’occupation biophysique des sols Corine Land Cover (CLC), est marquée par l'importance des territoires agricoles (70 % en 2018), une proportion identique à celle de 1990 (70 %). La répartition détaillée en 2018 est la suivante : 
terres arables (66,6 %), forêts (29 %), prairies (1,9 %), zones agricoles hétérogènes (1,5 %), zones industrielles ou commerciales et réseaux de communication (0,7 %), eaux continentales (0,2 %). L'évolution de l’occupation des sols de la commune et de ses infrastructures peut être observée sur les différentes représentations cartographiques du territoire : la carte de Cassini (XVIIIe siècle), la carte d'état-major (1820-1866) et les cartes ou photos aériennes de l'IGN pour la période actuelle (1950 à aujourd'hui).

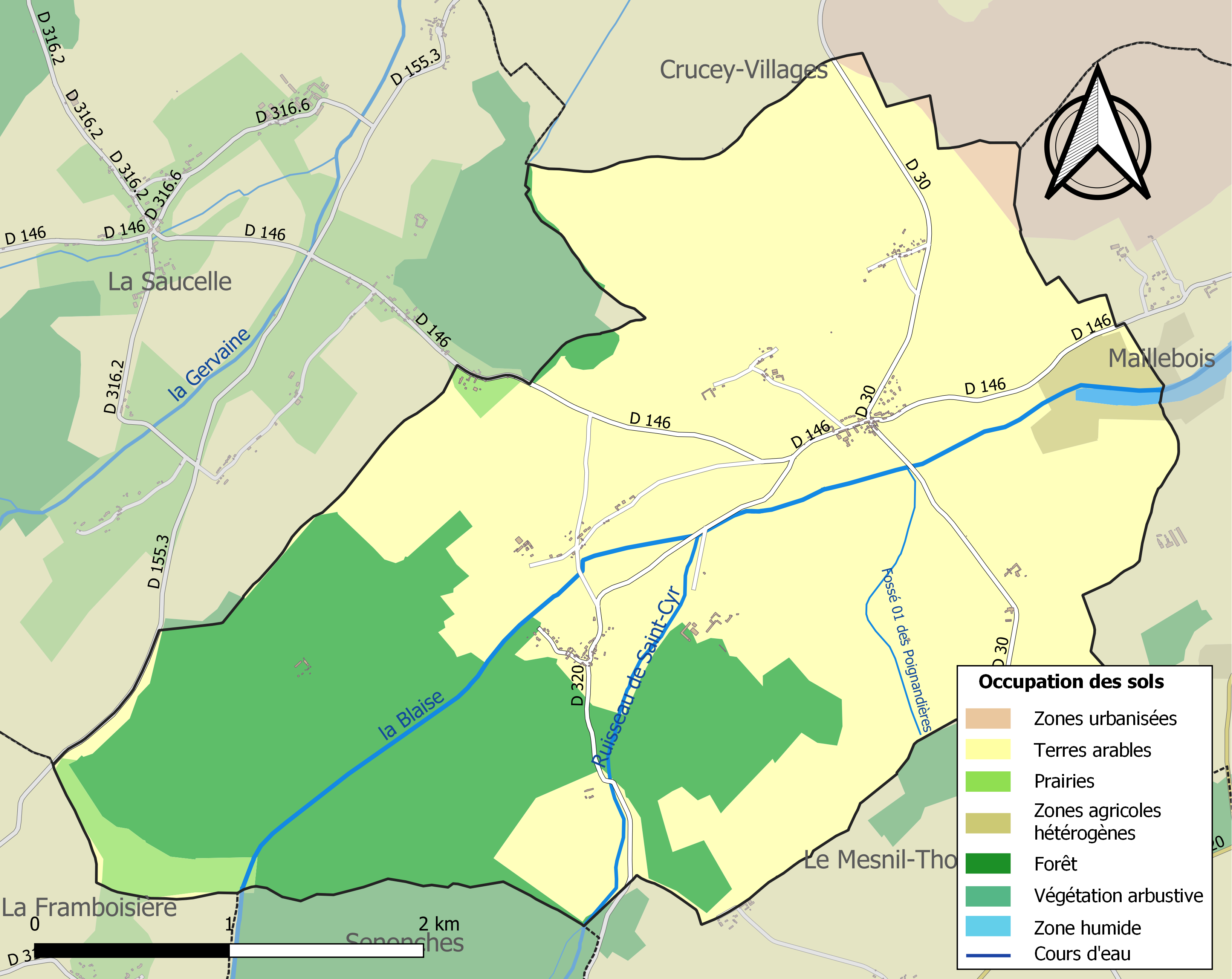
Carte des infrastructures et de l'occupation des sols de la commune en 2018 (CLC).

### Risques majeurs
Le territoire de la commune de Louvilliers-lès-Perche est vulnérable à différents aléas naturels : météorologiques (tempête, orage, neige, grand froid, canicule ou sécheresse), inondationset séisme (sismicité très faible). Il est également exposé à un risque technologique, le transport de matières dangereuses. Un site publié par le BRGM permet d'évaluer simplement et rapidement les risques d'un bien localisé soit par son adresse soit par le numéro de sa parcelle.

#### Risques naturels
Certaines parties du territoire communal sont susceptibles d’être affectées par le risque d’inondation par débordement de cours d'eau et par ruissellement et coulée de boue, notamment la Blaise et le ruisseau de Saint-Cyr. La commune a été reconnue en état de catastrophe naturelle au titre des dommages causés par les inondations et coulées de boue survenues en 1999 et 2018,.

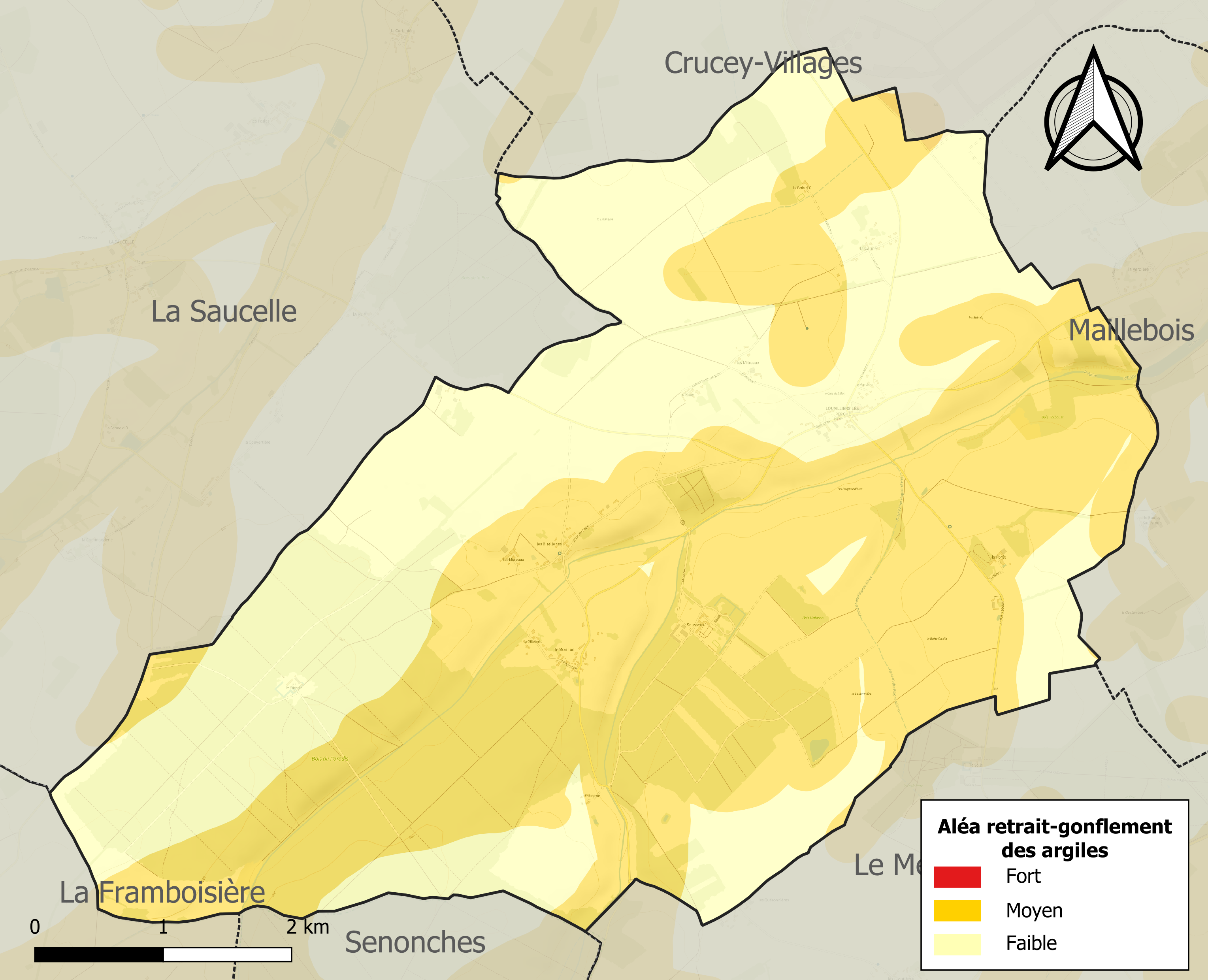
Carte des zones d'aléa retrait-gonflement des sols argileux de Louvilliers-lès-Perche.

Le retrait-gonflement des sols argileux est susceptible d'engendrer des dommages importants aux bâtiments en cas d’alternance de périodes de sécheresse et de pluie. 57 % de la superficie communale est en aléa moyen ou fort (52,8 % au niveau départemental et 48,5 % au niveau national). Sur les 110 bâtiments dénombrés sur la commune en 2019, 51 sont en aléa moyen ou fort, soit 46 %, à comparer aux 70 % au niveau départemental et 54 % au niveau national. Une cartographie de l'exposition du territoire national au retrait gonflement des sols argileux est disponible sur le site du BRGM,.
Concernant les mouvements de terrains, la commune a été reconnue en état de catastrophe naturelle au titre des dommages causés par des mouvements de terrain en 1999.

#### Risques technologiques
Le risque de transport de matières dangereuses sur la commune est lié à sa traversée par des infrastructures routières ou ferroviaires importantes ou la présence d'une canalisation de transport d'hydrocarbures. Un accident se produisant sur de telles infrastructures est en effet susceptible d’avoir des effets graves au bâti ou aux personnes jusqu’à 350 m, selon la nature du matériau transporté. Des dispositions d’urbanisme peuvent être préconisées en conséquence.

## Toponymie
Contrairement à d'autres communes du secteur à l'instar de Verneuil-en-Perche devenue Verneuil-sur-Avre, elle a conservé le mot Perche dans son nom, offrant un témoignage du recul du Perche. Après s'être dit Lovillare in Pertico dans un pouillé vers 1250 et dans un autre à la fin du XVe siècle, ce village a cessé de se déclarer à l'intérieur du Perche pour ne plus s'affirmer que près de sa limite, et il a pris le nom de Louvilliers-lès-Perche.

## Politique et administration

### Liste des maires
| Période                                  | Période  | Identité               | Étiquette | Qualité        |
| ---------------------------------------- | -------- | ---------------------- | --------- | -------------- |
| Les données manquantes sont à compléter. |          |                        |           |                |
| 2001                                     | 2008     | Maryvonne Templon      |           |                |
| 2008                                     | En cours | Marie-Christine Loyer, |           | Ancienne cadre |

## Population et société

### Démographie
L'évolution du nombre d'habitants est connue à travers les recensements de la population effectués dans la commune depuis 1793. Pour les communes de moins de 10 000 habitants, une enquête de recensement portant sur toute la population est réalisée tous les cinq ans, les populations de référence des années intermédiaires étant quant à elles estimées par interpolation ou extrapolation. Pour la commune, le premier recensement exhaustif entrant dans le cadre du nouveau dispositif a été réalisé en 2007.

En 2022, la commune comptait 198 habitants, en évolution de +9,39 % par rapport à 2016 (Eure-et-Loir : −0,23 %, France hors Mayotte : +2,11 %).
| 1793 | 1800 | 1806 | 1821 | 1831 | 1836 | 1841 | 1846 | 1851 |
| ---- | ---- | ---- | ---- | ---- | ---- | ---- | ---- | ---- |
| 316  | 250  | 284  | 249  | 284  | 313  | 282  | 270  | 296  |

| 1856 | 1861 | 1866 | 1872 | 1876 | 1881 | 1886 | 1891 | 1896 |
| ---- | ---- | ---- | ---- | ---- | ---- | ---- | ---- | ---- |
| 281  | 274  | 266  | 211  | 222  | 223  | 223  | 225  | 215  |

| 1901 | 1906 | 1911 | 1921 | 1926 | 1931 | 1936 | 1946 | 1954 |
| ---- | ---- | ---- | ---- | ---- | ---- | ---- | ---- | ---- |
| 215  | 218  | 213  | 199  | 166  | 173  | 166  | 158  | 171  |

| 1962 | 1968 | 1975 | 1982 | 1990 | 1999 | 2006 | 2007 | 2012 |
| ---- | ---- | ---- | ---- | ---- | ---- | ---- | ---- | ---- |
| 198  | 143  | 121  | 134  | 114  | 138  | 149  | 150  | 174  |

| 2017 | 2022 | - | - | - | - | - | - | - |
| ---- | ---- | - | - | - | - | - | - | - |
| 184  | 198  | - | - | - | - | - | - | - |

## Culture locale et patrimoine

### Lieux et monuments

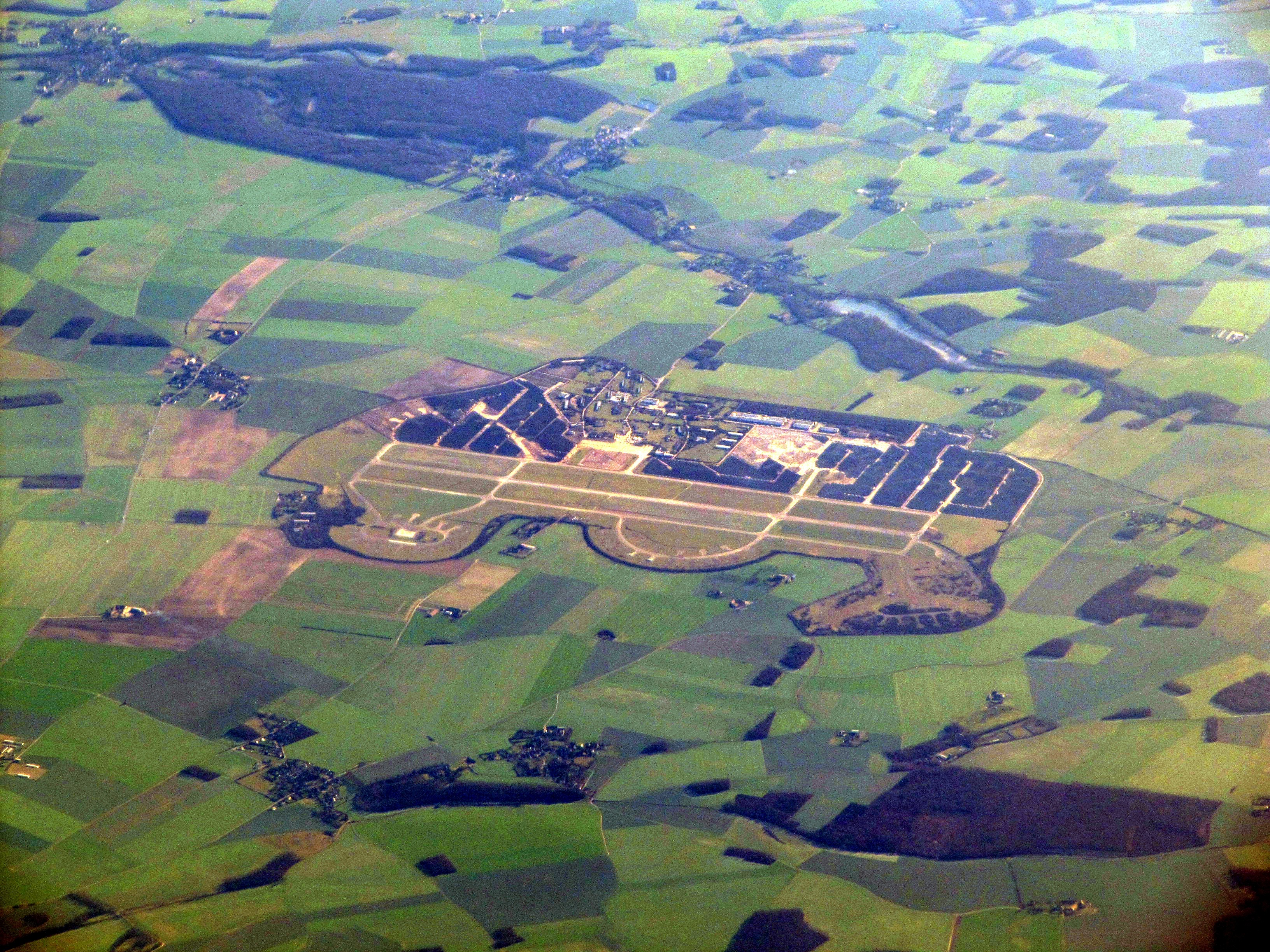
L'ancienne base aérienne de Dreux-Louvilliers, implantée sur les communes de Crucey-Villages, Louvilliers-lès-Perche et Maillebois.

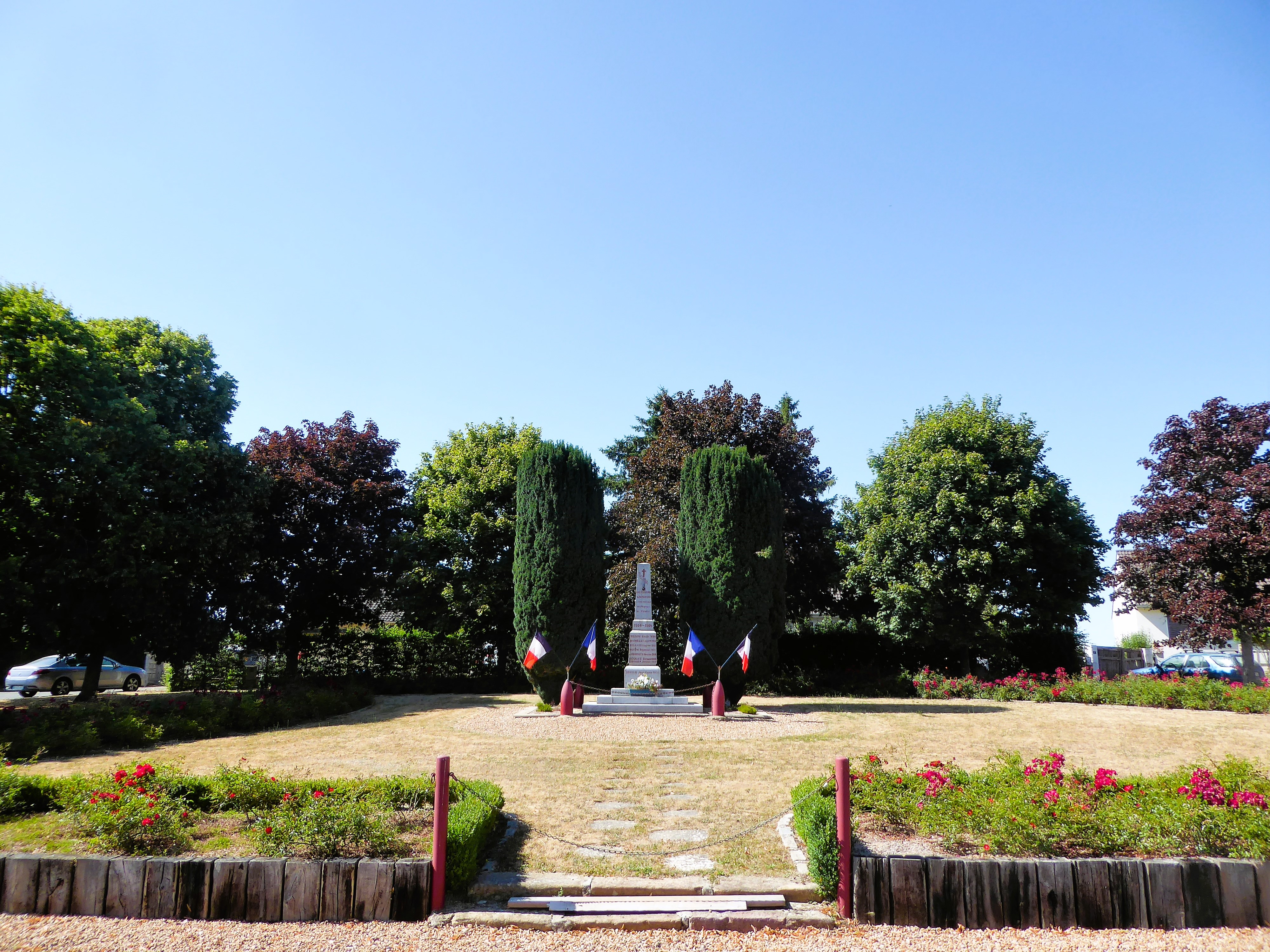
Monument aux morts.

#### Église Notre-Dame
L'édifice est entouré par le cimetière. Il est de plan rectangulaire. Le clocher est situé à l'extrémité ouest et une sacristie se trouve sur la façade nord.
Les façades nord et sud sont ornées de baies de vitraux losangés polychromes.

L'église Notre-Dame
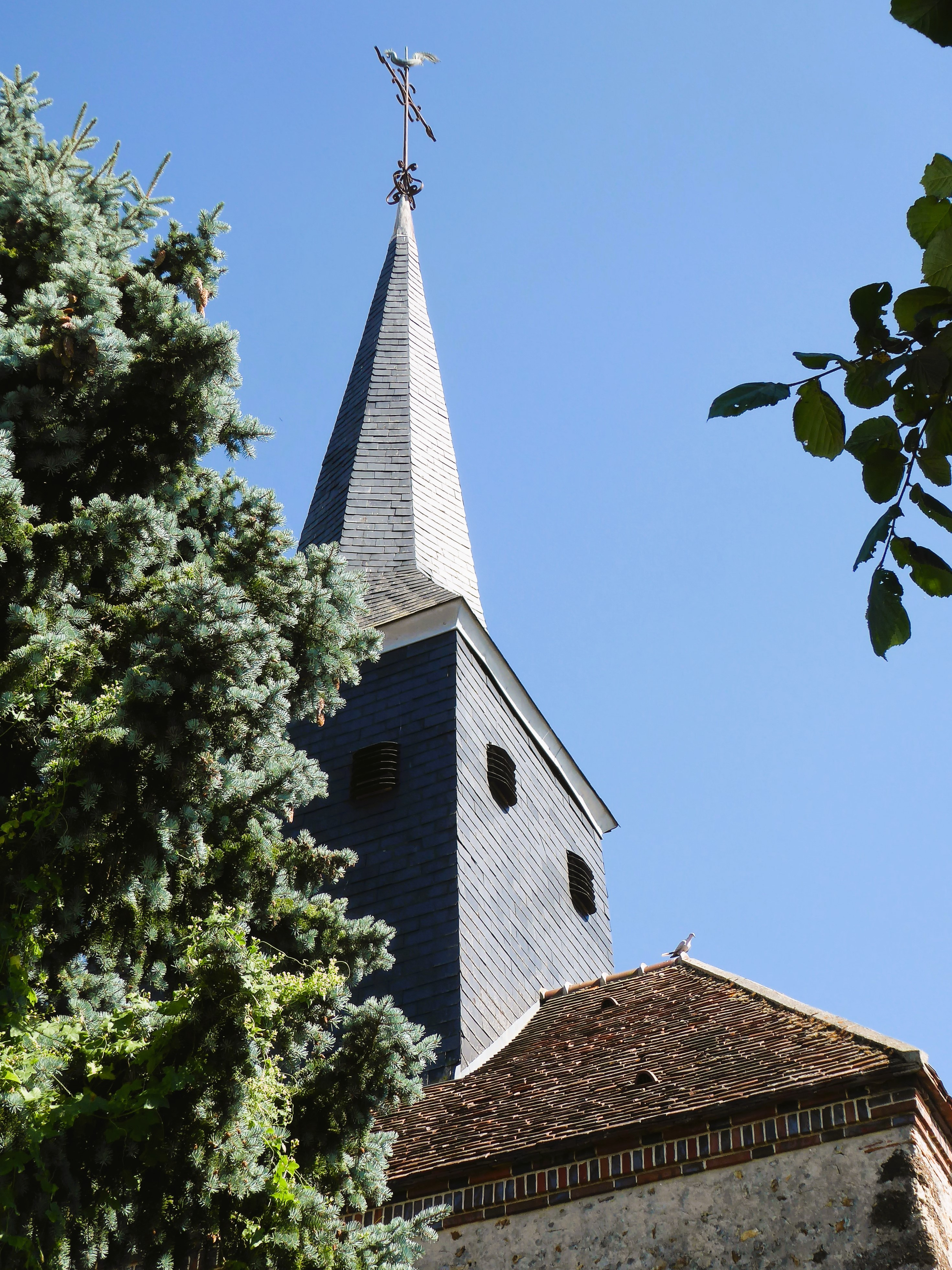
Coq et tourterelle...
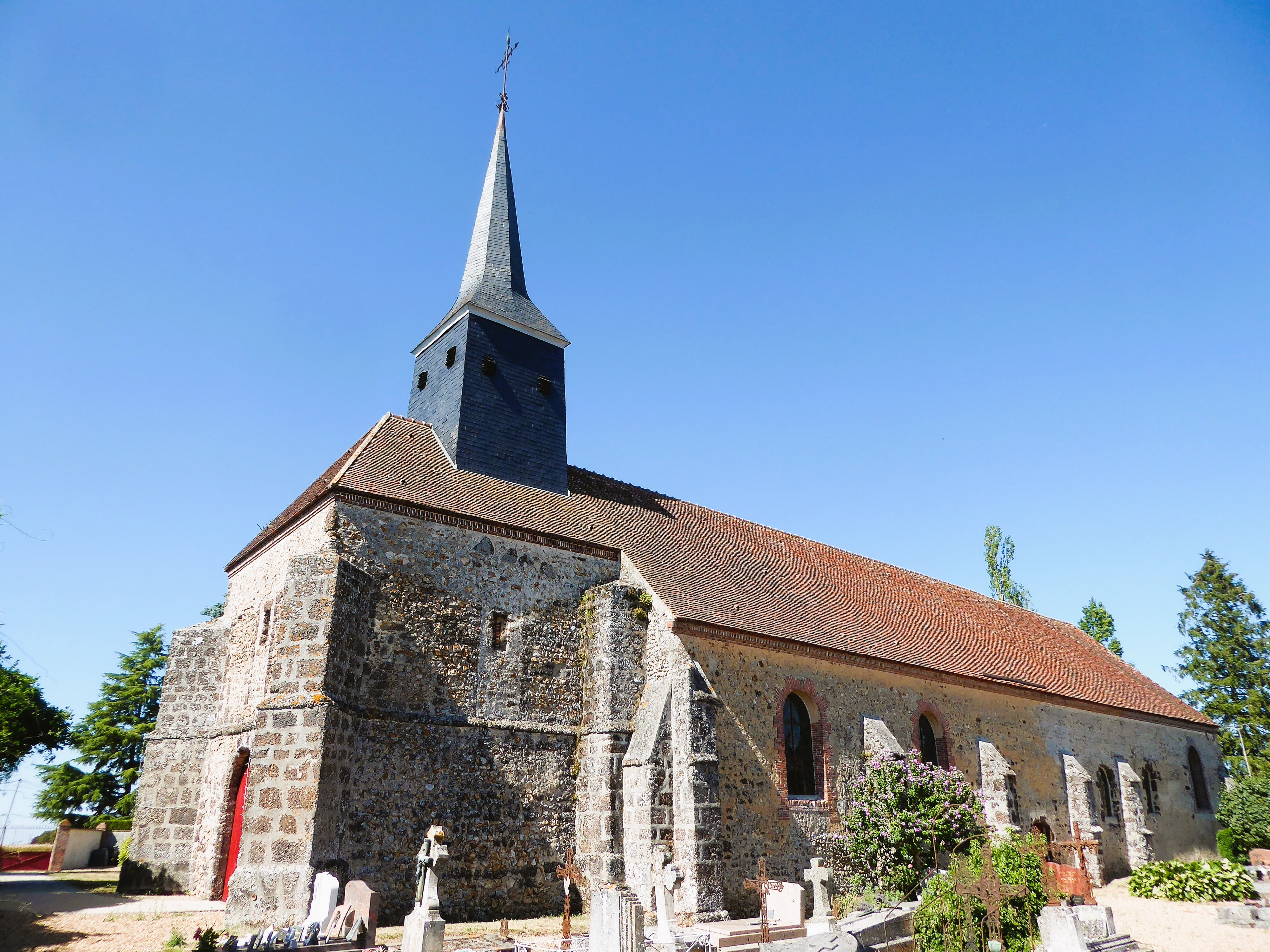
Portail ouest, mur sud et cimetière.
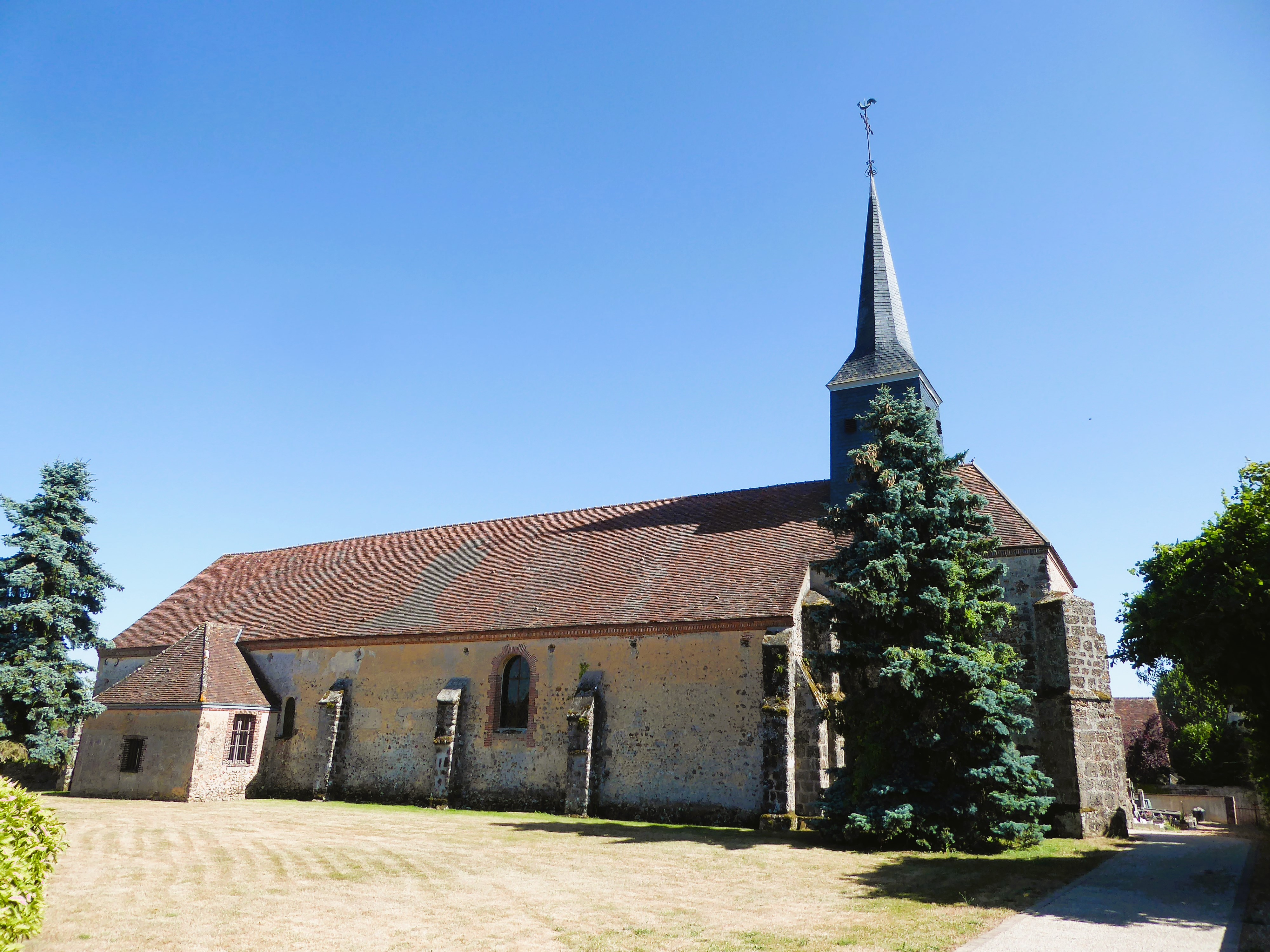
Mur nord et sacristie.
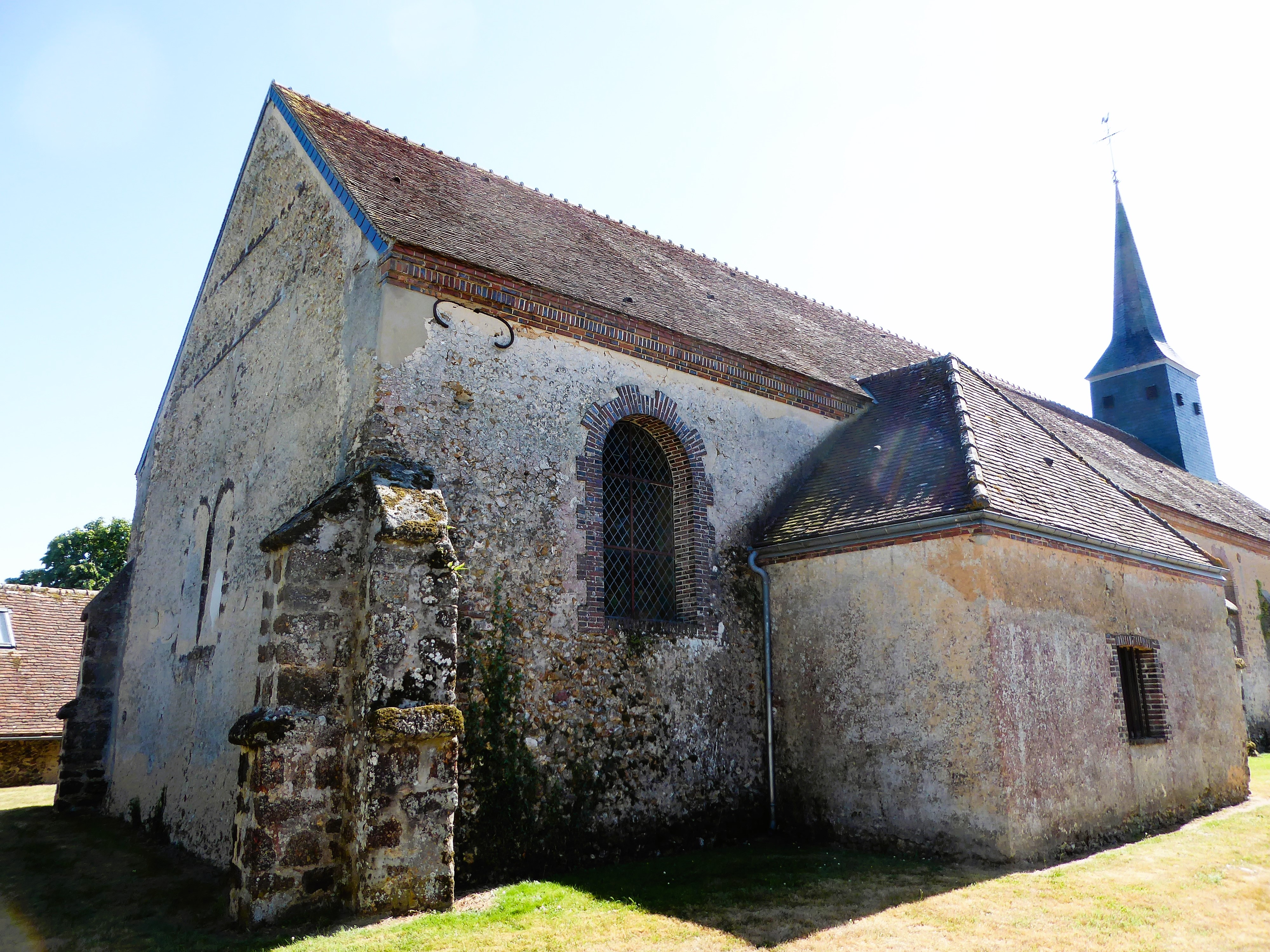
Chevet plat.

#### Autres lieux et monuments
- Monument aux morts